# Whoosh KCIC400AF型电力动车组
WhooshKCIC400AF型电力动车组，是印度尼西亚共和国的印尼中国高速铁路有限公司（KCIC）为了新建的雅万高铁，而向中车青岛四方机车车辆订购的高速铁路动车组。此车型为为复兴号列车系列中首个在海外出口的高铁列车。

## 发展历程
WhooshKCIC400AF型電力動車組是中國中車生產的以復興號電力動車組CR400AF型為基礎，為適應印尼當地氣候而改造的列车。2022年8月21日，1組高速動車組和1組綜合檢測列車在青岛港装船，于9月1日运抵雅加達港，这是该项目首批运抵的列车。

## 车辆构造
该车基于CR400AF成熟技术，针对印尼热带气候进行优化，更加适应当地的环境。

## 运用状况
2023年9月7日，雅万高速铁路开启试运营，KCIC400AF承担试运营的运输任务。
2023年10月17日，雅万高速铁路正式开通运营，KCIC400AF正式开始承担雅万高速动车组列车的任务。

### 配属概况
直至2023年初，11列KCIC400AF型动车组列车已运抵位于万隆的德卡鲁尔车辆段。
| 配属                     | 数量 | 动车组编号   | 运用所   | 备注 |
| ------------------------ | ---- | ------------ | -------- | ---- |
| KCIC400AF                |      |              |          |      |
| 印尼中国高速铁路有限公司 | 11   | 22 01～22 11 | 德卡鲁尔 |      |

## 列车编组

### KCIC400AF
| 车厢号   | 1                          | 2          | 3                    | 4          | 5             | 6                    | 7          | 8                          |
| 动力配置 | 拖车 带驾驶室 （Tc）       | 动车 （M） | 拖车 带受电弓 （Tp） | 动车 （M） | 动车 （M）    | 拖车 带受电弓 （Tp） | 动车 （M） | 拖车 带驾驶室 （Tc）       |
| 动力单元 | 单元1                      | 单元1      | 单元1                | 单元1      | 单元2         | 单元2                | 单元2      | 单元2                      |
| 车型     | 一等/商务座车              | 二等座车   | 二等座车             | 二等座车   | 二等座车/餐车 | 二等座车             | 二等座车   | 二等/一等座车              |
| 车辆编号 | KCIC400AF 22 xx K1 1 22 xx | K1 1 22 xx | K1 1 22 xx           | K1 1 22 xx | KM1 1 22 xx   | K1 1 22 xx           | K1 1 22 xx | KCIC400AF 22 xx K1 1 22 xx |
| 定员     | 9+28                       | 90         | 90                   | 80         | 75            | 90                   | 90         | 40+9                       |

- 相较CR400AF，此车型缩小了餐车规模，使餐车车厢载客量扩大到了75人，因此全车总定员为601人。
- 此车型没有商务座，而是改成了特等座。此车型的一等座对标CRH380B的特等座，商务座对标CR400AF的一等座